# 半田義之
半田義之（はんだ よしゆき、1911年7月2日 - 1970年8月1日）は、日本の小説家である。神奈川県横浜市保土ヶ谷出身。

## 人物
旧制前橋中学（現群馬県立前橋高等学校）中退後、国鉄の職員として働く傍ら、同人誌に創作を発表する。「文藝首都」の1939年6月号に掲載した「鶏騒動」で第9回芥川龍之介賞を受賞した。受賞後は国鉄を退職し、菊池寛が編集長だった「日本映画」の記者となる。
戦後は日本共産党に入党。国鉄の労働運動に参加し、日本共産党系の『民主文学』などに小説を発表したが、1970年に59歳で自殺した。

## 著書
- 地蜂  起山房 1942
- 綺麗な娘 東京書店 1942
- 鶏騒動 小山書店 1942
- 珊瑚 新太陽社 1945
- 風葬  青柿社 1946
- 虚無の式典  九州書房 1947 (中篇小説新書)
- 『幸福な切符』鉄道日本社（1948年）
- 『国鉄幹線』現代社（1956年）
- 『自然の祭り』新日本出版社（1964年）
- 『風太よワシにのれ』理論社（1967年）